# People's Choice Awards du Festival de Toronto
Pour les articles homonymes, voir People's Choice Award (homonymie).
Les People's Choice Awards, également nommés Prix du public, sont des récompenses cinématographiques décernées par le public du Festival de Toronto depuis 1978 à un long métrage de la sélection. Il existe trois catégories depuis 2009 : Film, Documentary et Midnight Madness.  

## Palmarès

### Années 1970
- 1978 : Girlfriends  États-Unis
- 1979 : Best Boy  États-Unis

### Années 1980
- 1980 : Enquête sur une passion (Bad Timing)  Royaume-Uni
- 1981 : Les Chariots de feu (Chariots of Fire)  Royaume-Uni
- 1982 : Tempête  (Tempest)  États-Unis
- 1983 : Les Copains d'abord (The Big Chill)  États-Unis
- 1984 : Les Saisons du cœur (Places in the Heart)  États-Unis
- 1985 : L'Histoire officielle (La historia oficial)  Argentine
- 1986 : Le Déclin de l'empire américain  Canada
- 1987 : Princess Bride (The Princess Bride)  États-Unis
- 1988 : Femmes au bord de la crise de nerfs (Mujeres al borde de un ataque de nervios)  Espagne
- 1989 : Roger et moi (Roger & Me)  États-Unis

### Années 1990
- 1990 : Cyrano de Bergerac  France
- 1991 : The Fisher King : Le Roi pêcheur (The Fisher King)  États-Unis
- 1992 : Ballroom Dancing (Strictly Ballroom)  Australie
- 1993 : The Snapper (téléfilm)  Royaume-Uni
- 1994 : Prêtre (Priest)  Royaume-Uni
- 1995 : Antonia et ses filles (Antonia)  Pays-Bas
- 1996 : Shine  Australie
- 1997 : Hanging Garden (空中庭園 Kūchū Teien)  Japon
- 1998 : La vie est belle (La vita è bella)  Italie
- 1999 : American Beauty  États-Unis

### Années 2000
- 2000 : Tigre et Dragon (臥虎藏龍, Wò Hǔ Cáng Lóng)  Chine  États-Unis  Hong Kong  Taïwan
- 2001 : Le Fabuleux Destin d'Amélie Poulain  France
- 2002 : Paï (Whale Rider)  Nouvelle-Zélande
- 2003 : Zatoichi (座頭市, Zatōichi)  Japon
- 2004 : Hotel Rwanda  Afrique du Sud  États-Unis  Italie  Royaume-Uni
- 2005 : Mon nom est Tsotsi (Tsotsi)  Afrique du Sud
- 2006 : Bella  États-Unis
- 2007 : Les Promesses de l'ombre (Eastern Promises)  Canada  États-Unis  Royaume-Uni
- 2008 : Slumdog Millionaire  Royaume-Uni
- 2009 : Precious (Precious: Based on the Novel "Push" by Sapphire) de Lee Daniels  États-Unis
  - Documentary : The Topp Twins: Untouchable Girls de Leanne Pooley  Nouvelle-Zélande
  - Midnight Madness : The Loved Ones de Sean Byrne  Australie

### Années 2010
- 2010 : Le Discours d'un roi (The King's Speech) de Tom Hooper  Royaume-Uni
  - Documentary : Force of Nature de Sturla Gunnarsson  Canada
  - Midnight Madness : Stake Land de Jim Mickle  États-Unis

- 2011 : Et maintenant, on va où ? (وهلّأ لوين؟) de Nadine Labaki  France  Liban  Égypte  Italie
  - Documentary : The Island President de Jon Shenk  États-Unis
  - Midnight Madness : The Raid (Serbuan maut) de Gareth Evans  Indonésie  États-Unis

- 2012 : Happiness Therapy (Silver Linings Playbook) de David O. Russell  États-Unis
  - Documentary : Artifact de Bartholomew Cubbins  États-Unis
  - Midnight Madness : Sept psychopathes (Seven Psychopaths) de Martin McDonagh  Royaume-Uni

- 2013 : Twelve Years a Slave de Steve McQueen  États-Unis
  - Documentary : The Square (Al-Midan) de Jehane Noujaim  Égypte
  - Midnight Madness : Why Don't You Play in Hell? (Jigoku de Naze Warui) de Sion Sono  Japon

- 2014 : The Imitation Game de Morten Tyldum  États-Unis
  - Documentary : Beats of the Antonov de Hajooj Kuka  Afrique du Sud
  - Midnight Madness : What We Do in the Shadows de Taika Waititi et Jemaine Clement  Nouvelle-Zélande  États-Unis

- 2015 : Room de Lenny Abrahamson  Canada/ Irlande
  - Documentary : Winter on Fire: Ukraine's Fight for Freedom de Evgeny Afineevsky  États-Unis Ukraine Royaume-Uni
  - Midnight Madness : Hardcore de Ilya Naishuller  États-Unis/ Russie

- 2016 : La La Land de Damien Chazelle  États-Unis
  - Documentary : I Am Not Your Negro de [[Raoul Peck|Raoul Peck  France,  États-Unis]]  Belgique  Suisse
  - Midnight Madness : Free Fire de Ben Wheatley  Royaume-Uni

- 2017 : Three Billboards : Les Panneaux de la vengeance (Three Billboards Outside Ebbing, Missouri) de Martin McDonagh  Royaume-Uni  États-Unis
  - Documentary : Visages, villages d'Agnès Varda et JR  France
  - Midnight Madness : Bodied de Joseph Kahn  États-Unis  Canada

- 2018 : Green Book : Sur les routes du sud (Green Book) de Peter Farrelly  États-Unis
  - Documentary : Free Solo de Elizabeth Chai Vasarhelyi et Jimmy Chin  États-Unis
  - Midnight Madness : The Man Who Feels No Pain de Vasan Bala  Inde

- 2019 : Jojo Rabbit de Taika Waititi  États-Unis/ Allemagne
  - Documentary : The Cave de Feras Fayyad  États-Unis
  - Midnight Madness : La Plateforme de Galder Gaztelu-Urrutia  Espagne

### Années 2020
- 2020 : Nomadland de Chloé Zhao  États-Unis
  - Documentary : Inconvenient Indian de Michelle Latimer  Canada
  - Midnight Madness : Shadow in the Cloud de Jim Mickle  États-Unis/ Nouvelle-Zélande
- 2021 : Belfast de Kenneth Branagh  Royaume-Uni/ Irlande/ États-Unis
  - Documentary : The Rescue de Elizabeth Chai Vasarhelyi et Jimmy Chin  Royaume-Uni/ États-Unis
  - Midnight Madness : Titane de Julia Ducournau  France
- 2022 : The Fabelmans de Steven Spielberg  États-Unis
  - Documentary : Black Ice de Hubert Davis  Canada
  - Midnight Madness : Weird: The Al Yankovic Storyde Eric Appel  États-Unis